# Jorge Broun
Jorge Emanuel Broun (Rosario, 26 maggio 1986) è un calciatore argentino, portiere del Rosario Central.

## Palmarès

### Club

#### Competizioni nazionali
- Campionato argentino di seconda divisione: 1

Rosario Central: 2012-2013
- Campionato bulgaro: 2

Ludogorec: 2017-2018, 2018-2019
- Supercoppa di Bulgaria: 2

Ludogorec: 2018, 2019
- Copa de la Liga Profesional: 1

Rosario Central: 2023